# Redeemer (игра)
Redeemer — мультиплатформенная компьютерная игра в жанре beat ’em up, разработанная российской компанией Sobaka Studio и изданная нидерландской Good Shepherd Entertainment. Игра была выпущена 1 августа 2017 года для операционной системы Windows.
17 июля 2018 года была официально представлена доработанная и улучшенная версия игры под названием Redeemer: Enhanced Edition, релиз которой состоялся 19 июля 2019 года на PlayStation 4, Xbox One и Nintendo Switch. Владельцы PC получат данную версию бесплатно в качестве отдельного обновления. Издателем консольных версий игры выступила российская компания «Бука» совместно с издательством Ravenscourt, принадлежащим Koch Media.

## Игровой процесс
Геймплей Redeemer выполнен в стиле игр beat ’em up и шутеров от третьего лица. Игрок продвигается по различным уровням и по ходу прохождения расправляется с большим количеством разнообразных врагов, в числе которых: спецназовцы, снайперы, монстры и многие другие. По окончании этапа игроку предстоит сразиться с боссом. Помимо приёмов рукопашного боя, игроки могут использовать подручные средства: биты, пистолеты и т. д.
В оригинальной версии игрокам была доступна для прохождения только одиночная кампания, в то время, как в Enhanced Edition разработчики добавили также кооперативный (до двух игроков) режим. Кроме основной сюжетной кампании, игрокам также предлагается испытать свои силы в режиме «Арена», где действие происходит в нескольких замкнутых уровнях с бесконечным количеством врагов.

## Разработка
20 января 2016 года в интернете появилась информация, что разработчики из Sobaka Studio уже 3 года создают игру Redeemer. 17 февраля 2017 разработчики объявили, что издателем игры будет Gambitious Digital Entertainment. Игра должна была выйти весной 2017 года, однако весной игра так и не увидела свет и было объявлено о переносе даты выпуска на 1 августа 2017 года.
17 июля 2018 года была официально представлена доработанная и улучшенная версия игры Redeemer: Enhanced Edition, релиз которой должен состоятся в августе 2018 года на PlayStation 4, Xbox One и Nintendo Switch. Владельцы PC получат данную версию бесплатно в качестве отдельного обновления. Издателем консольных версий игры выступит российская компания «Бука». Разработчики добавили локальный кооператив, классы персонажей (монах или солдат), а также доработали баланс некоторых уровней.

## Сюжет
Главный герой игры, Василий — опытный оперативник работавший ранее на одну из крупнейших в мире корпораций по производству и продаже оружия. Официально Василий работал в службе безопасности корпорации, но в действительности выполнял поручения по убийству некоторых влиятельных людей, вымогательству или пыткам. Через какое-то время высшее руководство корпорации решило, что Василий слишком много знает, после чего его было решено убить. Главный герой смог сбежать и поселился в монастыре, который находится на заснеженной горе. 20 лет главный герой жил среди монахов, пытаясь забыть своё преступное прошлое. Однако ситуация кардинально поменялась, когда корпорация нашла Василия и решила завершить начатое.
Василий будет сражаться с оперативниками и агентами, посланными корпорацией для его убийства. Поэтому, чтобы выжить, главный герой будет использовать свой опыт владения холодным и огнестрельным оружием, а также свои собственные кулаки, чтобы убивать врагов.

## Рецензии и оценки
| Сводный рейтинг | Сводный рейтинг |
| Агрегатор       | Оценка          |
| --------------- | --------------- |
| GameRankings    | 63,62 %         |

Игра получила смешанные отзывы критиков. На сайте-агрегаторе Metacritic PC-версия игры получила оценку 64 из 100 % на основании 25 рецензий критиков. На сайте-агрегаторе «Критиканство» PC-версия игры получила оценку 67 из 100 % на основании 13 рецензий критиков.